# Łyskowo (województwo kujawsko-pomorskie)
Łyskowo – wieś w Polsce, położona w województwie kujawsko-pomorskim, w powiecie tucholskim, w gminie Gostycyn przy drodze wojewódzkiej nr 237.
W latach 1975–1998 miejscowość administracyjnie należała do województwa bydgoskiego. Według Narodowego Spisu Powszechnego (III 2011 r.) liczyła 352 mieszkańców. Jest piątą co do wielkości miejscowością gminy Gostycyn.
We wsi znajdują się zabudowania pofolwarczne z połowy XIX w., wśród nich neoklasycystyczna ptaszarnia z 1863 w kształcie rotundy. 